# 偃麦草
偃麦草是一种禾本科植物，原产欧亚大陆和西北非，包括中国甘肃、河北、黑龙江、内蒙古、青海、山东、四川、新疆、西藏、云南等省区。